# 卡爾尼夫卡 (奧列夫斯克區)
51°6′41″N 27°27′6″E / 51.11139°N 27.45167°E
卡爾尼夫卡（烏克蘭語：Сарнівка），是烏克蘭北部的村莊，隸屬日托米爾州的科羅斯滕區。該村面積0.65平方公里，海拔高度191米，2001年人口256，人口密度每平方公里393.85人。